# Sylvia Honegger
Sylvia Honegger, née le 25 avril 1968, est une fondeuse suisse.